# Max Fremerey
Max Fremerey (5 mai 1889 à Cologne - 20 septembre 1968 à Krün) est un Generalleutnant allemand qui a servi au sein de la Heer dans la Wehrmacht pendant la Seconde Guerre mondiale.
Il a été récipiendaire de la Croix de chevalier de la Croix de fer. Cette décoration est attribuée pour récompenser un acte d'une extrême bravoure sur le champ de bataille ou un commandement militaire avec succès.

## Biographie
Fremerey rejoint le 21 mars 1910 le 7e régiment de dragons de l'armée prussienne en tant que porte-drapeau. Il a fait l'école de guerre de Neisse et est promu lieutenant jusqu'au 18 août 1911 avec un brevet daté du 20 août 1908.
Max Fremerey est capturé en 1945 et reste en captivité jusqu'en juillet 1947.

## Décorations
- Croix de fer (1914)
  - 2e Classe
  - 1re Classe
- Insigne des blessés (1914)
  - en Noir
- Croix d'honneur
- Agrafe de la Croix de fer (1939)
  - 2e Classe
  - 1re Classe
- Insigne de combat des blindés
  - en Bronze
- Médaille du Front de l'Est
- Croix allemande en Or (19 décembre 1941)
- Croix de chevalier de la Croix de fer
  - Croix de chevalier le 28 juillet 1942 en tant que Generalmajor et commandant de la 29. Infanterie-Division (motorisiert)[1]